# Saint-Haon

Saint-Haon este o comună în departamentul Haute-Loire, Franța. În 2009 avea o populație de 353 de locuitori.